# Moura
Moura este un oraș în Districtul Beja, Portugalia.